# Iwade, Kent
Iwade (engelskt uttal: [ˈaɪˌweɪd]) är en ort och civil parish i grevskapet Kent i sydöstra England. Orten ligger i distriktet Swale, strax norr om Sittingbourne. Tätorten (built-up area) hade 4 533 invånare vid folkräkningen år 2021.